# Branis
Branis est une commune de la wilaya de Biskra en Algérie. 

## Géographie
La commune de Branis est située au nord de la wilaya de Biskra à une distance d’environ 18 km. 

## Histoire
Selon Ibn Khaldoun, les Masmouda seraient issus de la branche des branis ou berr. Elle serait, selon lui, l'une des plus grandes tribus berbères.

## Économie
Branis est une commune à caractère agricole avec notamment le développement des zones de Bougatou, Dar-Arouss, Jar-Belahreche et Chicha. La commune connait aussi un développement industriel très important, notamment avec la mise en production de plusieurs briqueteries, cimenterie et d’autres usines de fabrication de papier et de plastique.